# Schöninghsdorf-Hoogeveen-Kanal

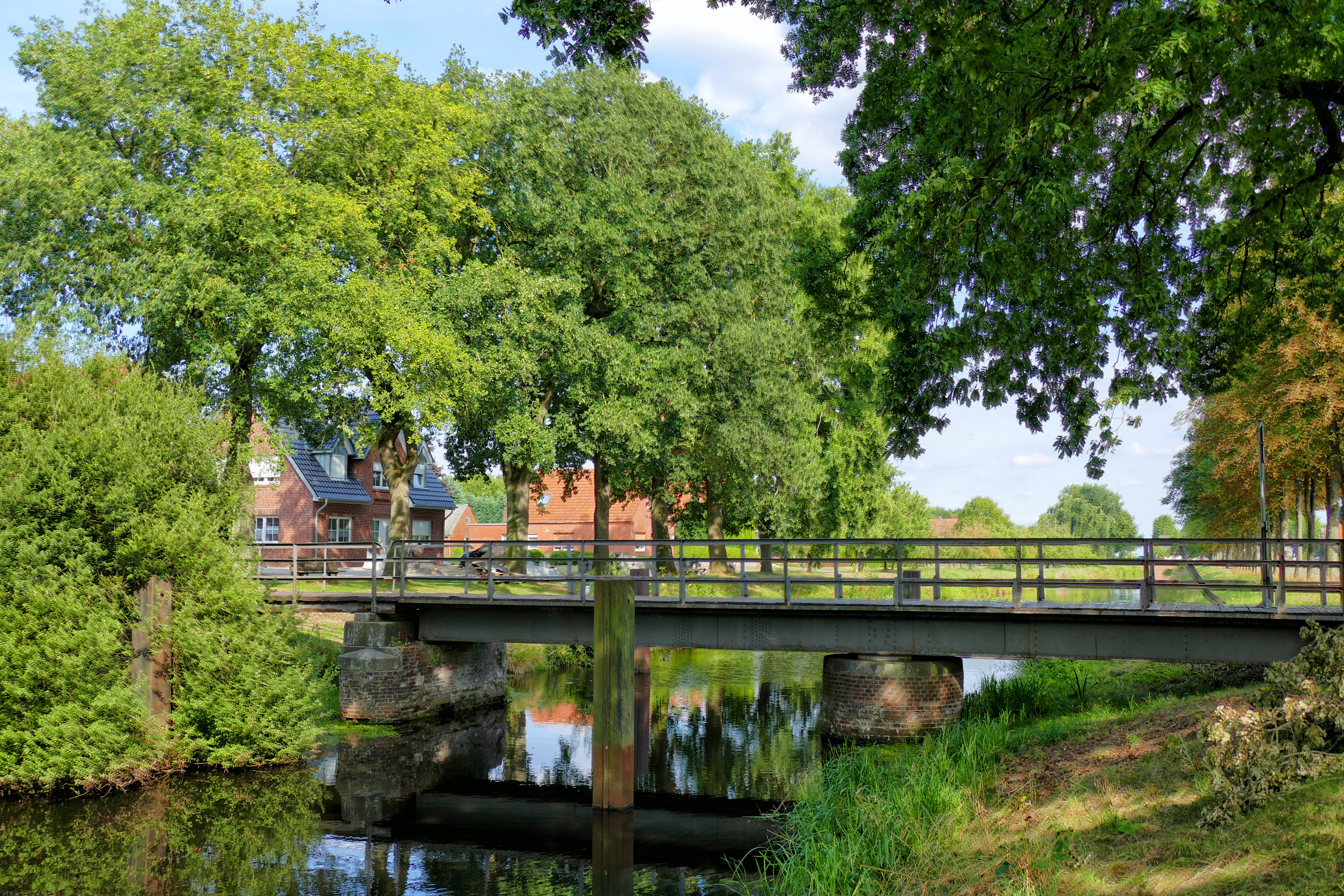
Egon-Schöningh-Straße, Twist-Schönigshdorf

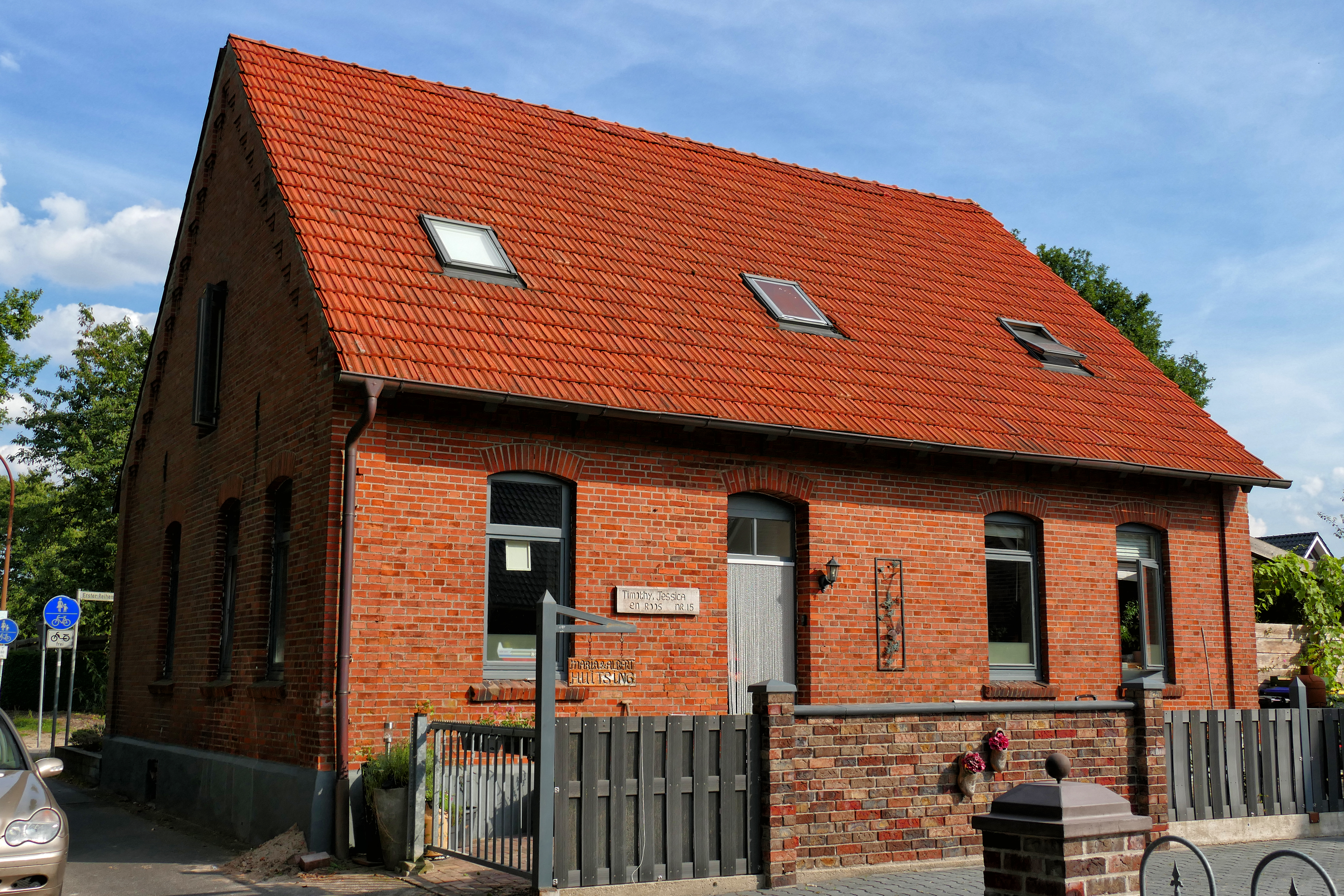
Hogeveen-Kanal – Brückenwärterhaus, Twist-Schönigshdorf

Der Schöninghsdorf-Hoogeveen-Kanal (Abkürzung: SHK) ist ein Kanal im Westen Niedersachsens an der Grenze zu den Niederlanden im Landkreis Emsland. Der Kanal ist Teil des linksemsischen Kanalnetzes, welches zwischen 1870 und 1904 erbaut wurde. Er verbindet den Süd-Nord-Kanal bei Schöninghsdorf, einem Ortsteil der Gemeinde Twist, mit dem niederländischen Kanalnetz. In den Niederlanden heißt der Kanal Hoogeveense Vaart. Er verläuft von Schöninghsdorf über Klazinaveen, Erica, Nieuw-Amsterdam, Zwinderen, Geesbrug, Noordsche Schut, Hoogeveen, Echten, De Wijk und mündet bei Meppel in das Meppelerdiep. Ursprünglich war der Kanal für Schiffe bis zu 200 Tonnen Tragfähigkeit geeignet. Heute dient er nur noch der Entwässerung.